# Sacoglossa
De Sacoglossa of kieuwloze zeenaaktslakken zijn een superorde van weekdieren (Mollusca) die behoren tot de slakken (Gastropoda).

## Kenmerken
De uit één rij tanden bestaande radula steekt met de voorkant in een soort zak (Latijn: 'saccus'), waarin ook de afgesleten tanden terechtkomen.

## Leefwijze
De dieren rijten met behulp van de radula algen open en voeden zich zuigend met de inhoud. Het zijn uitgesproken herbivoren.

## Verspreiding en leefgebied
Ze leven voornamelijk in algenvelden in warmere- en tropische zeeën.

## Taxonomie
De volgende taxa zijn bij de Sacoglossa ingedeeld:
- Superfamilie Oxynooidea Stoliczka, 1868 (1847)
  - = Cylindrobulloidea Thiele, 1931
  - = Oxynoacea
- Superfamilie Plakobranchoidea Gray, 11840
  - = Limapontioidea Gray, 1847
  - = Placobranchacea
  - = Plakobranchacea
- Superfamilie Platyhedyloidea Salvini-Plawen, 11973